# Pergunte ao João
Programa criado pela Rádio Jornal do Brasil do Rio de Janeiro em 1960, também exibido pela TV Rio a partir de 1963, com apresentação de Irene Ravache. O programa constituía em perguntas difíceis, feitas pelos ouvintes ou telespectadores, sobre temas diversos, que sempre eram respondidas por seu criador, o pesquisador e professor, João Evangelista. O programa teve tanto sucesso que foi lançado um livro em 1962 pela editora Conquista. De acordo com definição de muitos saudosistas de hoje, o "Pergunte ao João" era uma espécie de Google da época, tirando as dúvidas dos mais variados assuntos.

## Referência
- http://www.traca.com.br/livro/96847/pergunte-ao-joao-1-volume